# 주택 격차
주택 격차(Housing gap)는 수요에 비해 저렴한 주택이 부족한 사회 경제적 현상이다. 이러한 격차는 사회적, 인종적, 경제적 불평등과 연관되어 있으며, 소득이 낮은 가구에 불균형적으로 영향을 미친다. 적절한 가격의 주택 옵션이 부족하면 가족과 지역사회 모두에 부정적인 결과를 초래할 수 있다.

## 나라별 현황

### 인도
급증하는 인구와 경제를 지닌 급속도로 발전하는 국가인 인도는 도시 거주자들에게 적절한 주택을 제공하는 데 상당한 어려움을 겪고 있다. 2012년 NBO(National Buildings Organization) 보고서에 따르면 도시 지역의 주택 부족량은 1,878만 가구로 추산된다. 특히, 1,055만 가구가 부족한 경제적으로 취약한 계층(총 가구 소득이 300,000 루피를 초과하지 않음)에 속한 가구와 저소득층(총 가구 소득이 300,000~600,000 루피 사이)의 부족은 741만개가 부족할 정도로 심각하다. 중산층 이상(연간 총 소득이 60만 루피를 초과하는 가구)은 82만 가구가 부족하다.

### 영국
영국 국가 계획 정책 프레임워크는 지역 주택 수요를 평가하기 위해 "표준 공식"을 사용한다. 이 공식은 경제성에 맞게 조정된 가구 성장 예측을 사용한다. 이 방법을 비판하는 사람들은 이 방법이 현재 주택 잔고를 설명하지 못한다고 말한다. 제대로 관리되지 않거나 과밀한 숙박시설에 거주하는 가구는 표준 공식에 포함되지 않는다. 2019년 보고서에 따르면 영국의 475만 가구에 적절한 가격의 주택이 필요한 것으로 추정된다.
2019년 총선에서 양대 정당은 주택 격차를 국가의 걸림돌로 파악하고 주택 공급을 늘리겠다고 공약했다. 의회는 2020년대 중반까지 연간 30만 채의 신규 주택 건설 목표를 밝혔다.

### 미국
미국 주택도시개발부(HUD)는 저렴한 주택을 "공과금을 포함한 주택 비용으로 거주자가 총 소득의 30% 이하를 지불하는 주택"으로 정의한다. HUD는 소득의 30% 이상과 50% 이상을 주택 비용에 지출하는 개인 또는 가족을 설명하기 위해 "비용 부담" 및 "심각한 비용 부담"이라는 용어를 사용한다. 2020년 미국 인구 조사에 따르면 미국 임차인의 46%가 비용 부담을 갖고 있으며, 23%는 심각한 비용 부담을 갖고 있다. 저렴한 주택 격차는 주로 미국의 저소득 가구에 영향을 미친다. 2017년 HUD 조사에 따르면 극저소득 임차 가구의 89%가 중간 정도 또는 심각한 비용 부담을 갖고 있는 것으로 나타났다.

## 같이 보기
- 공영 주택
- 부동산 거품